# Accident d'un Boeing 707 de Lloyd Aéreo Boliviano
 (octobre 2023).
Si vous disposez d'ouvrages ou d'articles de référence ou si vous connaissez des sites web de qualité traitant du thème abordé ici, merci de compléter l'article en donnant les références utiles à sa vérifiabilité et en les liant à la section « Notes et références ».
L'accident d'un Boeing 707 de Lloyd Aéreo Boliviano s'est produit le 13 octobre 1976, lorsqu'un Boeing 707 cargo, effectuant un vol charter exploité par la compagnie bolivienne Lloyd Aéreo Boliviano (LAB), s'est écrasé peu après le décollage de l'aéroport El Trompillo, à Santa Cruz de la Sierra, en Bolivie, dans un quartier résidentiel. Les trois membres d'équipage à bord ont été tués, ainsi que 88 personnes au sol, ce qui en fait la catastrophe aérienne la plus meurtrière survenue en Bolivie.

## Avion et équipage

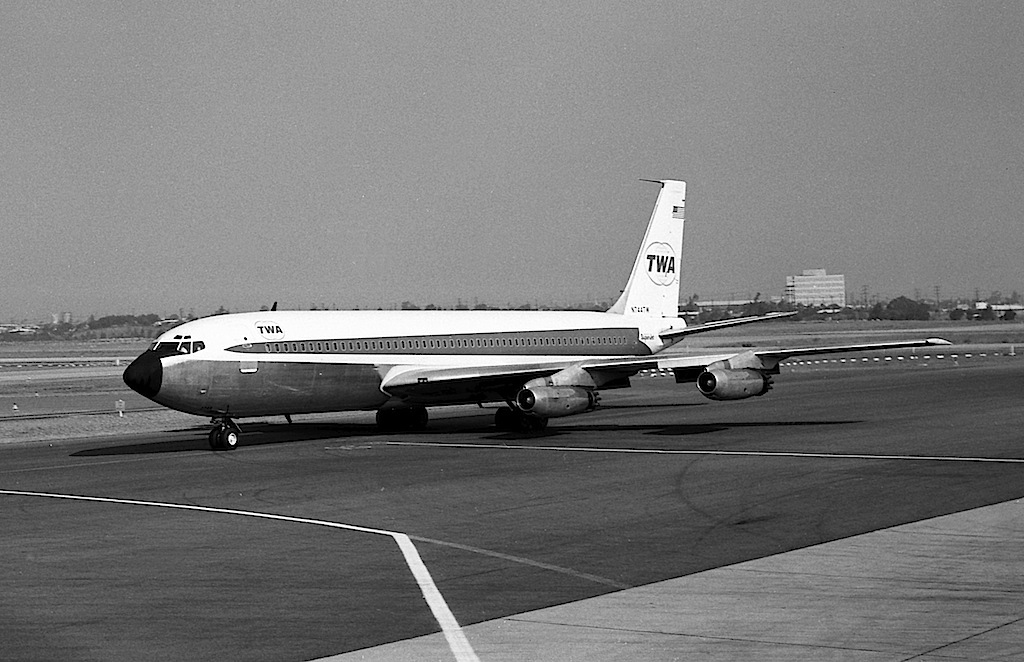
L'appareil impliqué dans l'accident, alors en service pour Trans World Airlines, ici à l'aéroport international de Los Angeles en août 1964.

L'appareil impliqué est un Boeing 707-131F (numéro de série 17671), alors âgé de 17 ans; construit le 30 juin 1959, il a été initialement livré à Trans World Airlines (TWA) le 14 juillet 1959 et s'est vu attribuer comme immatriculation N744TW. En 1971, il a été retiré du service par la TWA, puis au cours des cinq années suivantes, il a été loué à différentes compagnies aériennes, dont Ryan International Airlines (en) et Air India. En octobre 1976, l'avion a été loué à la compagnie bolivienne Lloyd Aéreo Boliviano (LAB), auprès de son propriétaire Jet Power Inc, basé à Miami, en Floride, et reçu comme nouvelle immatriculation N730JP, et a été mis en service pour effectuer des vols charters. 
Les trois membres d'équipages, de nationalité américaine, sont le commandant de bord Charles Baldwin, le copilote Lee Marsh et le mécanicien navigant Leslie Bennett. Comme il s’agit d’un vol cargo, il n’a aucun passager à bord de l'avion au moment de l’accident.

## Enquête
L'enquête a déterminé qu'une mauvaise préparation du vol, due notamment à la fatigue des pilotes est la principale cause de l'accident. Contrairement aux rapports officiels, plusieurs témoins affirment qu'un des moteurs est tombé en panne pendant le décollage, ce qui signifie que l'avion ne disposait pas de la poussée suffisante pour pouvoir rester en l'air.